# Mommy Meanest
Mommy Meanest es una película de drama y suspenso para televisión estadounidense de 2024 dirigida por Greg Beeman y protagonizada por Lisa Rinna, Briana Skye, Jonathan Simao y Bradley Stryker. La película se estrenó en Lifetime el 11 de mayo de 2024.

## Argumento
Madelyn (Lisa Rinna), una madre divorciada, y su hija adolescente Mia (Briana Skye) han mantenido una relación estrecha durante toda la vida de Mia. Sin embargo, cuando Mia comienza a pasar más tiempo con su nuevo novio y se prepara para irse a la universidad, Madelyn se vuelve cada vez más ansiosa por la creciente independencia de su hija.
Cuando Mia comienza a recibir una avalancha de mensajes de texto degradantes y amenazantes, Madelyn se determina a proteger a su hija y descubrir la identidad del ciberacosador. Mientras el acoso se intensifica con cientos de mensajes cada vez más amenazantes, Mia comienza a sospechar que su atormentador puede ser alguien más cercano a ella de lo que podría haber imaginado.
El giro argumental central de la película revela que la propia Madelyn es la ciberacosadora, habiendo estado enviando secretamente los mensajes abusivos a su propia hija en un intento de mantener el control sobre ella e impedirle que se vuelva independiente.

## Reparto
- Lisa Rinna como Madelyn, una madre divorciada que se vuelve obsesivamente protectora de su hija adolescente
- Briana Skye como Mia, la hija adolescente de Madelyn que se convierte en el objetivo del ciberacoso
- Jonathan Simao como Eliot
- Bradley Stryker como Erik
- Jason Tremblay como Scot
- Delilah Belle Hamlin como Summer
- Kyle Clark como Josh

## Producción
Mommy Meanest fue dirigida por Greg Beeman, conocido por su trabajo en series de televisión como Smallville y Heroes. La película fue producida específicamente para la cadena de televisión Lifetime como parte de su programación de películas originales.

## Estreno
La película se estrenó en Lifetime el 11 de mayo de 2024. La película también está disponible para transmisión en varias plataformas.

## Recepción
Mommy Meanest recibió reseñas divergentes de críticos y audiencias. En IMDb, la película tiene una calificación de 5.1 de 10 basada en reseñas de usuarios. La película fue notable por su exploración de temas contemporáneos como el ciberacoso y la crianza sobreprotectora.

## Temas
La película aborda varios temas sociales contemporáneos, incluyendo:
- Ciberacoso: El dispositivo argumental central explora el impacto psicológico del acoso en línea en los adolescentes
- Crianza sobreprotectora: La película examina los peligros del control parental excesivo y las extremas medidas que algunos padres toman para mantener influencia sobre sus hijos
- Relaciones madre-hija: La historia explora la dinámica compleja entre madres e hijas, particularmente durante la transición a la edad adulta
- Redes sociales y tecnología: La película destaca cómo la comunicación digital puede ser utilizada como arma para la manipulación emocional